# Bolívia nos Jogos Olímpicos de Inverno de 2018
A Bolívia participou dos Jogos Olímpicos de Inverno de 2018, realizados na cidade de Pyeongchang, na Coreia do Sul. 
Foi a sexta aparição do país em Olimpíadas de Inverno, sendo a primeira desde a sua última participação nos Jogos de 1992, em Albertville. Esteve representado por dois atletas: Timo Juhani Grönlund, no esqui cross-country, e Simon Breitfuss Kammerlander, no esqui alpino.

## Desempenho

### Esqui alpino
Masculino
| Atleta                       | Evento         | Descida 1 | Descida 2 | Total   | Pos. |
| ---------------------------- | -------------- | --------- | --------- | ------- | ---- |
| Simon Breitfuss Kammerlander | Combinado      | 1:22.94   | DNF       | DNF     | DNF  |
| Simon Breitfuss Kammerlander | Downhill       |           |           | 1:47.87 | 47º  |
| Simon Breitfuss Kammerlander | Slalom         | 54.66     | 55.76     | 1:50.42 | 32º  |
| Simon Breitfuss Kammerlander | Slalom gigante | 1:16.27   | 1:15.98   | 2:32.25 | 43º  |
| Simon Breitfuss Kammerlander | Super-G        |           |           | 1:31.69 | 45º  |

### Esqui cross-country
Masculino
| Atleta               | Evento          | Final   | Final |
| Atleta               | Evento          | Tempo   | Pos.  |
| -------------------- | --------------- | ------- | ----- |
| Timo Juhani Grönlund | 15 km masculino | 43:18.4 | 106º  |

Legenda
| Recorde mundial      | Recorde mundial (World record)               |                       | Recorde africano                      | Recorde africano (African) |                                           | Q | Classificado por posição (Qualified) |
| Recorde olímpico     | Recorde olímpico (Olympic record)            | Recorde da América    | Recorde da América (Americas)         | q                          | Classificado por melhor tempo (Qualified) |   |                                      |
| Melhor marca do ano  | Melhor marca do ano (World leading)          | Recorde asiático      | Recorde asiático (Asian)              | DNS                        | Não largou (Did not start)                |   |                                      |
| Recorde nacional     | Recorde nacional (National record)           | Recorde europeu       | Recorde europeu (European)            | DNF                        | Não terminou (Did not finish)             |   |                                      |
| Recorde pessoal      | Recorde pessoal do atleta (Personal best)    | Recorde da Oceania    | Recorde da Oceania (Oceania)          | DSQ / DQ                   | Desclassificado (Disqualified)            |   |                                      |
| Recorde da temporada | Recorde da temporada do atleta (Season best) | Recorde sul-americano | Recorde sul-americano (South America) | NM                         | Sem marca (No mark)                       |   |                                      |